# Leichtathletik-Länderkampf der Männer 1966 Polen – BR Deutschland
| 10. Leichtathletik-Länderkampf mit bundesdeutscher Beteiligung 1966 | 10. Leichtathletik-Länderkampf mit bundesdeutscher Beteiligung 1966 |
| ------------------------------------------------------------------- | ------------------------------------------------------------------- |
|                                                                     |                                                                     |
| Ländervergleich der Männer: Polen – BR Deutschland                  |                                                                     |
| Austragungsort                                                      | Warschau                                                            |
| Wettbewerbe                                                         | 20                                                                  |
| Datum                                                               | 17./18. September                                                   |
| 1. POL 2. FRG                                                       | 109 Punkte 103 Punkte                                               |
| Chronik                                                             |                                                                     |
| ← FRG-POL (F)                                                       | FRG-NOR (M) →                                                       |

Im zehnten Vergleich des Länderkampfjahres 1966 traten wie die Frauen am selben Wochenende auch die bundesdeutschen Männer gegen Polen an. Allerdings fand die Männerbegegnung nicht in der Bundesrepublik Deutschland, sondern in der polnischen Hauptstadt Warschau statt. Die nun zehnte Begegnung der beiden Länder wurde am 17./18. September ausgetragen. Vier Niederlagen in Folge hatten die bundesdeutschen Leichtathleten zuletzt hinnehmen müssen, die Gesamtbilanz lautete sechs zu drei für Polen.

## Wettbewerbe und Modus
Auf dem Programm standen die bei Männerländerkämpfen üblichen zwanzig Disziplinen. Aus dem olympischen Wettbewerbskatalog fehlten nur der Marathonlauf, die beiden Gehdisziplinen und der Zehnkampf. Die Wertung erfolgte durchgängig nach dem Standardsystem.

## Ergebnis
Wie so oft in den Aufeinandertreffen zwischen den polnischen und bundesdeutschen Leichtathleten ging es eng zu. Im Laufbereich lag die Bundesrepublik Deutschland mit sechs Siegen bei drei Doppelerfolgen gegenüber vier Siegen bei zwei Doppelerfolgen der Polen knapp vorn. Die Staffeln gingen jedoch beide an Polen. Die vier Sprungwettbewerbe waren ausgeglichen und endeten mit je zwei Siegen für beide Länder. In der Kategorie Wurf/Stoß gab es ebenfalls zwei Erfolge für Polen und zwei für die Bundesrepublik. Allerdings kamen die polnischen Sportler hier auch zu zwei Doppelerfolgen, was ihren bundesdeutschen Gegnern nicht gelang. So gab es für die Bundesrepublik Deutschland am Ende die fünfte Niederlage in Folge, die mit 103 zu 109 Punkten allerdings knapp ausfiel.

## Legende
Kurze Übersicht zur Bedeutung der Symbolik – so üblicherweise auch in sonstigen Veröffentlichungen verwendet:
| w | Rückenwindunterstützung über dem erlaubten Limit von 2,0 m/s |

## Resultate

### 100 m
| Platz | Athlet              | Land | Zeit (s) |
| ----- | ------------------- | ---- | -------- |
| 1     | Wiesław Maniak      | POL  | 10,2     |
| 2     | Manfred Knickenberg | FRG  | 10,3     |
| 3     | Gert Metz           | FRG  | 10,4     |
| 4     | Zdzysław Anielak    | POL  | 10,6     |

Datum: 17. September

### 200 m
| Platz | Athlet              | Land | Zeit (s) |
| ----- | ------------------- | ---- | -------- |
| 1     | Andrzej Badeński    | POL  | 21,0     |
| 2     | Jan Werner          | POL  | 21,1     |
| 3     | Manfred Knickenberg | FRG  | 21,1     |
| 4     | Gert Metz           | FRG  | 21,3     |

Datum: 18. September

### 400 m
| Platz | Athlet           | Land | Zeit (s) |
| ----- | ---------------- | ---- | -------- |
| 1     | Jan Werner       | POL  | 46,5     |
| 2     | Andrzej Badeński | POL  | 46,6     |
| 3     | Manfred Kinder   | FRG  | 46,8     |
| 4     | Rolf Krüsmann    | FRG  | 47,1     |

Datum: 17. September

### 800 m
| Platz | Athlet              | Land | Zeit (min) |
| ----- | ------------------- | ---- | ---------- |
| 1     | Franz-Josef Kemper  | FRG  | 1:52,2     |
| 2     | Bodo Tümmler        | FRG  | 1:52,5     |
| 3     | Eryk Żelazny        | POL  | 1:52,7     |
| 4     | Henryk Szordykowski | POL  | 1:53,2     |

Datum: 18. September

### 1500 m
| Platz | Athlet              | Land | Zeit (min) |
| ----- | ------------------- | ---- | ---------- |
| 1     | Bodo Tümmler        | FRG  | 3:39,1     |
| 2     | Harald Norpoth      | FRG  | 3:39,7     |
| 3     | Witold Baran        | POL  | 3:39,8     |
| 4     | Henryk Szordykowski | POL  | 3:52,2     |

Datum: 17. September

### 5000 m
| Platz | Athlet          | Land | Zeit (min) |
| ----- | --------------- | ---- | ---------- |
| 1     | Edward Stawiarz | POL  | 14:02,4    |
| 2     | Werner Girke    | FRG  | 14:03,6    |
| 3     | Hans Gerlach    | FRG  | 14:06,4    |
| 4     | Roland Brehmer  | POL  | 14:06,6    |

Datum: 17. September

### 10.000 m
| Platz | Athlet             | Land | Zeit (min) |
| ----- | ------------------ | ---- | ---------- |
| 1     | Lutz Philipp       | FRG  | 29:21,2    |
| 2     | Kazimierz Podolak  | POL  | 29:21,8    |
| 3     | Henryk Szytko      | POL  | 29:28,0    |
| 4     | Bernd-Dieter Hecht | FRG  | 29:34,8    |

Datum: 18. September

### 110 m Hürden
| Platz | Athlet            | Land | Zeit (s) |
| ----- | ----------------- | ---- | -------- |
| 1     | Hinrich John      | FRG  | 13,9     |
| 2     | Adam Kolodzieczyk | POL  | 14,2     |
| 3     | Hans Bickel       | FRG  | 14,4     |
| 4     | Marian Chruściel  | POL  | 14,5     |

Datum: 17. September

### 400 m Hürden
| Platz | Athlet               | Land | Zeit (s) |
| ----- | -------------------- | ---- | -------- |
| 1     | Gerd Loßdörfer       | FRG  | 50,5     |
| 2     | Horst Gieseler       | FRG  | 51,3     |
| 3     | Stanisław Grędziński | POL  | 51,4     |
| 4     | Stanislaw Gubiec     | POL  | 52,5     |

Datum: 18. September

### 3000 m Hindernis
| Platz | Athlet               | Land | Zeit (min) |
| ----- | -------------------- | ---- | ---------- |
| 1     | Manfred Letzerich    | FRG  | 8:39,2     |
| 2     | Edward Sklarczyk     | POL  | 8:39,6     |
| 3     | Edward Motyl         | POL  | 8:42,6     |
| 4     | Hans-Werner Wogatzky | FRG  | 8:44,0     |

Datum: 18. September

### 4 × 100 m Staffel
| Platz | Besetzung      | Land                                                              | Zeit (s) |
| ----- | -------------- | ----------------------------------------------------------------- | -------- |
| 1     | Polen          | Zdzysław Anielak Jan Werner Edward Romanowski Wiesław Maniak      | 40,0     |
| 2     | BR Deutschland | Hans-Jürgen Felsen Gert Metz Dieter Enderlein Manfred Knickenberg | 40,1     |

Datum: 17. September

### 4 × 400 m Staffel
| Platz | Besetzung      | Land                                                               | Zeit (min) |
| ----- | -------------- | ------------------------------------------------------------------ | ---------- |
| 1     | Polen          | Wojciech Lipoński Stanisław Grędziński Jan Werner Andrzej Badeński | 3:05,7     |
| 2     | BR Deutschland | Friedrich Roderfeld Jens Ulbricht Rolf Krüsmann Manfred Kinder     | 3:06,3     |

Datum: 18. September

### Hochsprung
| Platz | Athlet                | Land | Höhe (m) |
| ----- | --------------------- | ---- | -------- |
| 1     | Wolfgang Schillkowski | FRG  | 2,08     |
| 2     | Edward Czernik        | POL  | 2,08     |
| 3     | Ingomar Sieghart      | FRG  | 2,05     |
| 4     | Piotr Kaczmarek       | POL  | 2,00     |

Datum: 17. September

### Stabhochsprung
| Platz | Athlet                 | Land | Höhe (m) |
| ----- | ---------------------- | ---- | -------- |
| 1     | Claus Schiprowski      | FRG  | 4,90     |
| 2     | Leszek Butscher        | POL  | 4,80     |
| 3     | Włodzimierz Sokołowski | POL  | 4,70     |
| 4     | Reiner Liese           | FRG  | 4,60     |

Datum: 18. September

### Weitsprung
| Platz | Athlet           | Land | Weite (m) |
| ----- | ---------------- | ---- | --------- |
| 1     | Andrzej Stalmach | POL  | 8,00 w    |
| 2     | Uwe Töppner      | FRG  | 7,5900    |
| 3     | Józef Szmidt     | POL  | 7,4200    |
| 4     | Hermann Latzel   | FRG  | 7,3400    |

Datum: 18. September

### Dreisprung
| Platz | Athlet            | Land | Weite (m) |
| ----- | ----------------- | ---- | --------- |
| 1     | Józef Szmidt      | POL  | 15,99     |
| 2     | Günter Krivec     | FRG  | 15,76     |
| 3     | Michael Sauer     | FRG  | 15,63     |
| 4     | Roman Jastrzębski | POL  | 14,80     |

Datum: 17. September

### Kugelstoßen
| Platz | Athlet               | Land | Weite (m) |
| ----- | -------------------- | ---- | --------- |
| 1     | Heinfried Birlenbach | FRG  | 19,06     |
| 2     | Władysław Komar      | POL  | 18,88     |
| 3     | Alfred Sosgórnik     | POL  | 18,62     |
| 4     | Traugott Glöckler    | FRG  | 17,74     |

Datum: 17. September

### Diskuswurf
| Platz | Athlet            | Land | Weite (m) |
| ----- | ----------------- | ---- | --------- |
| 1     | Edmund Piątkowski | POL  | 58,18     |
| 2     | Zenon Begier      | POL  | 56,38     |
| 3     | Hein-Direck Neu   | FRG  | 54,60     |
| 4     | Dirk Wippermann   | FRG  | 54,48     |

Datum: 18. September

### Hammerwurf
| Platz | Athlet              | Land | Weite (m) |
| ----- | ------------------- | ---- | --------- |
| 1     | Hans Fahsl          | FRG  | 62,58     |
| 2     | Zdzyslaw Smolinski  | POL  | 61,70     |
| 3     | Olgierd Ciepły      | POL  | 61,04     |
| 4     | Lothar Matuschewski | FRG  | 59,72     |

Datum: 18. September

### Speerwurf
| Platz | Athlet             | Land | Weite (m) |
| ----- | ------------------ | ---- | --------- |
| 1     | Janusz Sidło       | POL  | 81,46     |
| 2     | Władysław Nikiciuk | POL  | 79,78     |
| 3     | Rolf Herings       | FRG  | 74,90     |
| 4     | Hermann Salomon    | FRG  | 74,48     |

Datum: 17. September